# ナガノパープル

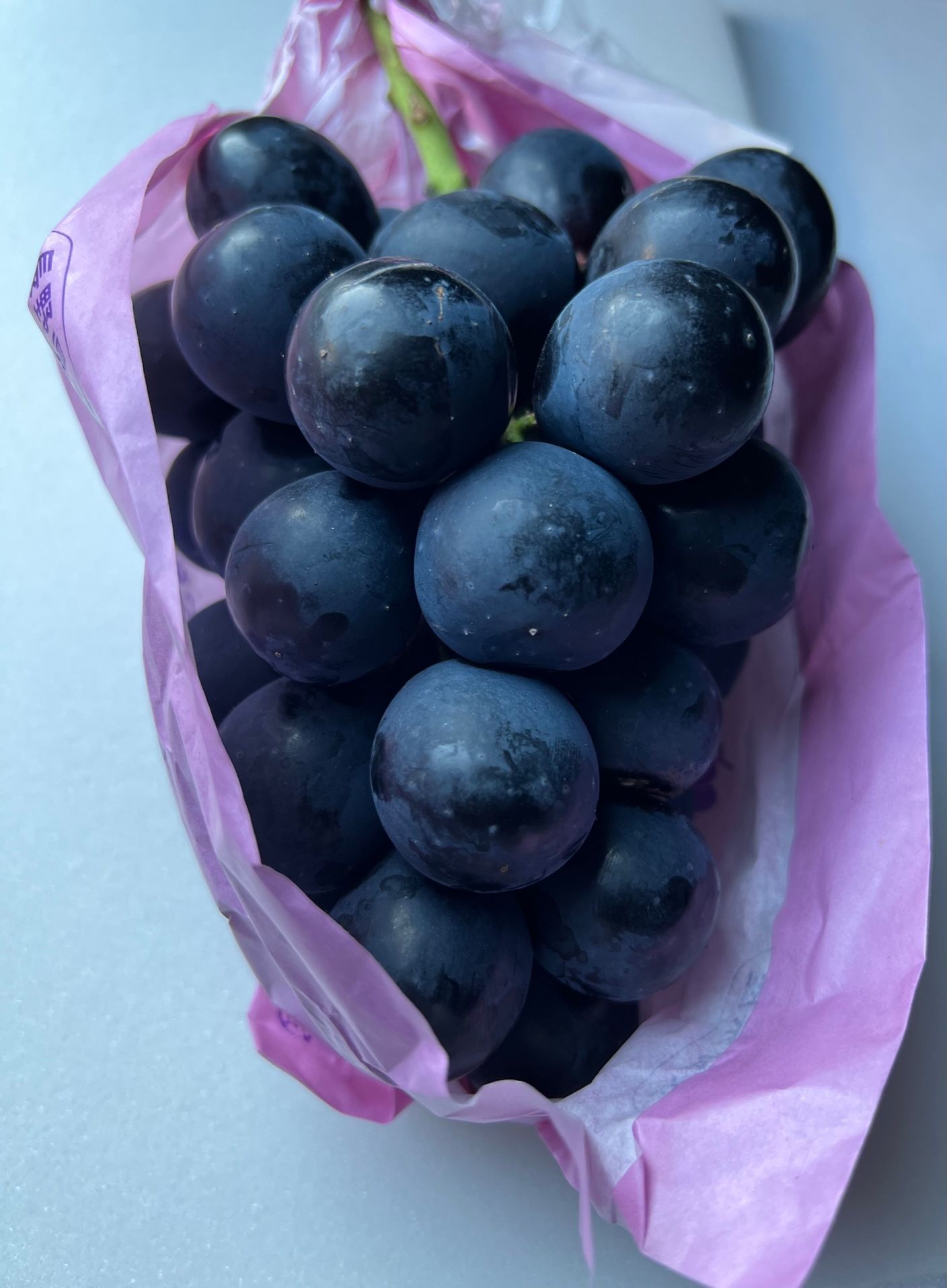
ナガノパープル

ナガノパープルは、長野県で生成開始され2004年に品種登録されたブドウである。

## 背景
ぶどうは雨に弱く、雨粒にあたることで裂果が発生してしまう。戦後、雨の多い日本で栽培されてきたのは「デラウェア」、「キャンベルアーリー」などの病害にも強い米国ブドウ(ラブルスカ種)が中心であり、これらの米国ブドウが持つ独特のフォクシー香は日本人にとってもいわゆる「ぶどうジュースの風味」として親しまれている。しかし、米国ブドウは皮が硬く、生食用ブドウとして望ましい肉質を持つ品種は、ほとんどが欧州ブドウ品種(ヴィニフェラ種)である。日本の気候に合った日本のぶどうを生み出そうと、戦前から研究を続けた農学者大井上康が生み出したのが巨峰（米国ぶどうと欧州ぶどうのと掛け合わせ）であった。
しかし、革新的な品種であった巨峰も皮が厚く、欧州ブドウのように皮ごと飲み込むことはできない（欧州ブドウと米国ブドウを交配しても、子の特性はその中間のものとなる ）。一方、輸送技術の発達で日本人の食生活も変わりゆく中、消費者の食生活も向上し「ブドウは食べたいけど、皮をむいたり種を出したりするのが面倒」という消費者の声の高まりはますます強くなっていく。産地間の競争が激しくなる中、1998年公布の種苗法で品種登録制度による育成者権の付与は地域の果樹研究に拍車をかけることになった。

## 概要
先行して品種登録されていた大粒ぶどう、ピオーネ(1973年)、藤稔(1985年)に続き、ぶどうの主要産地である長野県でも「大粒で種無しの独自品種」を目標として育種試験が始まり、1992年に育成開始、2004年に品種登録となったのがこのナガノパープルである。巨峰とリザマートが両親となる大粒の黒系ぶどう　で、市場で多く親しまれている巨峰と見た目が似ているのに、種もなく皮ごと食べることができることが大きな差別化となった。

## 長野県外での育成と流出の懸念点
ナガノの名を冠している通り、当初は長野県内でしか育成ができなかったが、品種登録より十数年を経て2018年より県外での生産が許諾されることとなった。自家増殖して得た苗木を他人に譲渡することは種苗法で禁止されているが、譲渡にあたり何らかの認証を出すものではなく、個人売買アプリやオークションサイトでは匿名で購入することができてしまう。しかも、長野県により数十ページにわたる栽培マニュアルpdfや良品生産留意点
などが広く公開されており、良質栽培を目的とした詳細なマニュアル公開によって無許可栽培も広くできてしまう現状となっている。ぶどうの苗木は見た目に品種まで見分けることは難しく、海外への品種闇流出も懸念される。